# Coração (álbum)
Coração é o segundo álbum de estúdio do cantor e compositor brasileiro Johnny Hooker, lançado em 23 de julho de 2017 de forma independente. O álbum possui participações de Gaby Amarantos e Liniker. Focado na MPB, o álbum também passeia por outros subgêneros da musica popular brasileira, como samba, frevo, tecnobrega e rock.

## Faixas
| Versão padrão  |                                                  |                |         |  |
| N.º            | Título                                           | Compositor(es) | Duração |  |
| 1.             | "Intro"                                          | Johnny Hooker  | 1:30    |  |
| 2.             | "Touro"                                          | Hooker         | 2:40    |  |
| 3.             | "Eu Não Sou Seu Lixo"                            | Hooker         | 3:39    |  |
| 4.             | "Corpo Fechado" (participação de Gaby Amarantos) | Hooker         | 3:04    |  |
| 5.             | "Página Virada"                                  | Hooker         | 4:28    |  |
| 6.             | "Flutua" (participação de Liniker)               | Hooker         | 5:12    |  |
| 7.             | "Caetano Veloso"                                 | Artur Dantas   | 3:21    |  |
| 8.             | "Crise de Carência"                              | Hooker, Dantas | 4:10    |  |
| 9.             | "Coração de Manteiga de Garrafa"                 | Hooker         | 3:59    |  |
| 10.            | "Poeira de Estrelas"                             | Hooker         | 4:31    |  |
| 11.            | "Escandalizar"                                   | Hooker         | 3:18    |  |
| Duração total: | Duração total:                                   | Duração total: | 31:01   |  |